# Cleome lophosperma
Cleome lophosperma är en paradisblomsterväxtart som beskrevs av Philip Sydney Short. Cleome lophosperma ingår i släktet paradisblomstersläktet, och familjen paradisblomsterväxter. Inga underarter finns listade i Catalogue of Life.